# 花山隧道

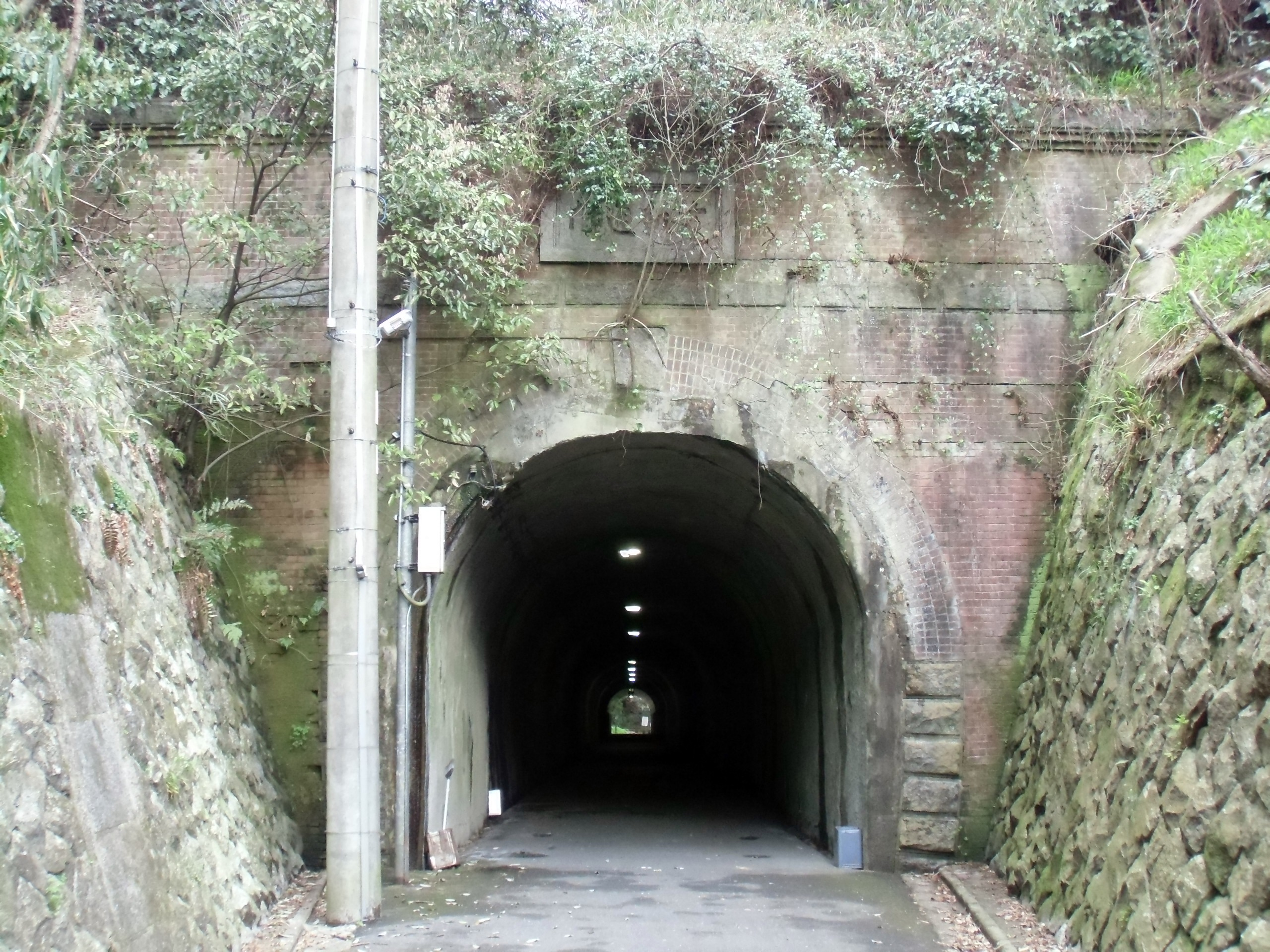
東山區一侧的隧道口

花山隧道（日语：／，也称为花山洞，日语：／）是日本京都府的一座人行隧道，位于京都東山區寺山之内町与山科區北花山大峰町之间，长141米，宽4米，高3.4米，1902年4月3日开工，1903年4月28日贯通，1903年5月19日启用。